# Łańcuch Fuada I
Łańcuch Fuada I lub Order „Łańcuch Fuada I” (arab. Kiladat Fu’ad al-Awwal, dawn. pis. Keladel Fouad-al-Awal) – drugi order Królestwa Egiptu ustanowiony przez drugiego króla Egiptu Faruka I na cześć jego ojca Fuada I. 
Nadawany był w latach 1936–1953 w postaci łańcucha orderowego głowom państw i rządów, rodzinom zagranicznych królewskich rodów, a także członkom rodziny egipskiego monarchy. Egipcjanie mogli go otrzymać za gorliwość w służbie dla kraju lub monarchy, a obcokrajowcy za służbę dla ludzkości. Maksymalnie w jednym czasie mogło być odznaczonych dziesięć osób.